# アゾレス高気圧

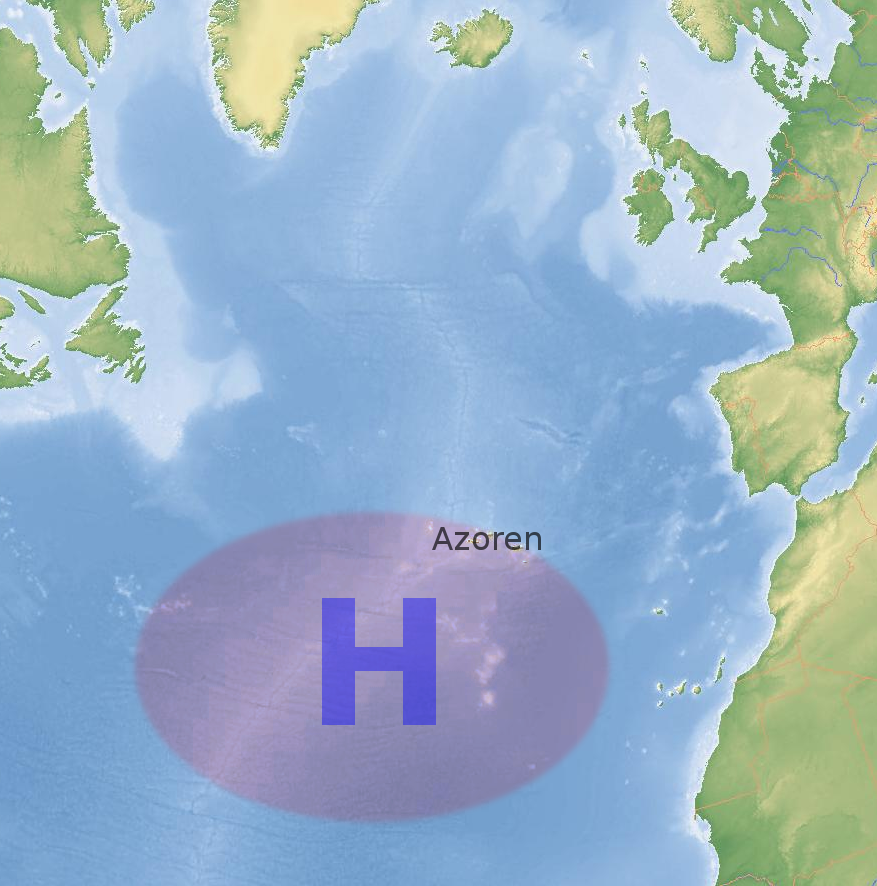
アゾレス高気圧の位置

アゾレス高気圧（あぞれすこうきあつ、Azorez High）、バミューダ高気圧（Bermuda High）または北大西洋高気圧（North Atlantic High）、大西洋高気圧（たいせいようこうきあつ）とは、北大西洋に恒常的に存在する高気圧のことである。
中緯度に形成される亜熱帯高気圧の1つで、ヨーロッパや北アフリカの気候に大きな影響を与える高気圧である。サハラ砂漠や地中海地域の乾燥や晴天は、この高気圧の影響下に入ることで起こる。
高気圧の中心はアゾレス諸島付近にあることが多い。夏にはしばしばヨーロッパ寄りに移動し、乾燥した空気を西欧や南欧にもたらす。また、西側のバミューダ諸島付近に勢力を拡大することが一年中よくあり、バミューダ諸島付近にもう1つの中心部ができるので、これをバミューダ高気圧（Bermuda High）と呼び、北アメリカの気象に影響を与える。これは、太平洋での小笠原高気圧に相当する。
アゾレス高気圧の南縁では、トロピカル・ウェーブと呼ばれる擾乱が発生することがある。これは大西洋を西向きに進んで、熱帯低気圧（ハリケーン）のもととなる。
アゾレス高気圧は、アイスランド低気圧とともに気圧が変動して北大西洋振動（NAO）を発生させている。